# Le Tour du monde en quatre-vingts jours, le musical
Pour les articles homonymes, voir Le Tour du monde en quatre-vingts jours (homonymie).
Le Tour du monde en quatre-vingts jours, le musical est une comédie musicale, musique de Julien Salvia, paroles et livret de Ludovic-Alexandre Vidal, librement adaptée du roman de Jules Verne et créée en 2019.

## Synopsis

### Acte I
Londres, 1889.
Phileas Fogg est un gentleman secret et flegmatique qui vit sa vie avec une précision quasi mathématique. Il passe une grande partie de son temps au Reform Club à jouer aux cartes et débattre de divers sujets avec les autres gentlemen du club.
Un jour, alors que Fogg publie dans un article qu’il est aujourd’hui possible de faire le tour du monde en 80 jours (Un gentleman), Sir Thomas Flanagan, son rival depuis toujours, le met alors au défi d’accomplir cette prouesse (Le Pari). Le vainqueur pourra accéder à la tête du Reform Club, poste que les deux hommes se disputent. Fogg, connu pour n’être jamais sorti du pays (ni même de Londres d’ailleurs), semble pourtant sûr de lui et relève le défi, mettant en jeu preque toute sa fortune dans ce pari fou(Un gentleman - Reprise).
Avant son départ, Fogg engage un nouveau domestique pour accomplir son pari, Jean Passepartout (Foi de Passepartout). De son côté, Thomas Flanagan, qui doit s'assurer de la défaite de son concurrent, a demandé à sa complice, Miss Morris de voler la banque d'Angleterre afin de faire accuser Fogg (J'm'y vois).
Après un bref passage par Paris (Ça c'est Paris!), Fogg et Passepartout arrivent à Suez où l'inspecteur Fix (un agent peu futé mais très zélé, envoyé par Flanagan pour retarder le gentleman) commence à les suivre dans leur tour du monde afin de les ralentir (Pour l'Angleterre).
Alors que le train Bombay-Calcutta est contraint de s'arrêter en pleine voie (la construction des rails n'étant pas achevée), les deux compères poursuivent le voyage à dos d'éléphant (Quand plus rien ne va, il faut chanter). Au beau milieu de la jungle, ils viennent au secours de la Princesse Aouda, la sauvant d’un sacrifice qui la destinait à la mort. (Le Sati). Aouda est une jeune femme au fort tempérament qui n'hésite pas à tenir tête à  Phileas Fogg et son côté misogyne (Les Hommes comme vous). Fogg lui propose néanmoins de les accompagner dans leur voyage. 
A Hong Kong, Fix (qui a filé son « prétendu » voleur depuis Suez) dévoile ses soupçons à Passepartout et demande au domestique de retarder le gentleman le temps qu'il reçoive son mandat d'arrestation. Le Français refuse de trahir son maître. Alors, Fix le saoule avant de le faire embarquer sur le Carnatic empêchant le domestique de prévenir son maître du départ anticipé du bateau. Fix pense alors avoir réussi à ralentir Fogg mais ce dernier trouve un autre moyen de gagner San Francisco à temps. Dorénavant, Fix décide d'aider Fogg à rejoindre au plus vite l'Angleterre afin de pourvoir l'arrêter. Ce qui va à l'encontre des plans de Flanagan. Ce dernier décide alors d'envoyer Miss Morris dans l'autre sens pour ralentir son rival (Un gentleman -  Final I).

### Acte II
A San Francisco (Phil’s Parade), Phileas Fogg fait la connaissance de Miss Beautiful, qui n’est autre que Miss Morris. Celle-ci se fait passer pour une veuve éplorée et lui fait part de son désir de voyager en sa compagnie. Cela provoque la jalousie de Miss Aouda qui commence peu à peu ressentir des sentiments pour Fogg.
Passepartout retrouve Fogg et Aouda. Fix lui promet d'aider son maître à regagner l'Angleterre au plus vite, en échange de quoi Passepartout gardera la mésaventure de Hong Kong secret.
Dans le train pour Chicago, Miss Aouda fait une crise de jalousie à Fogg alors Miss Beautiful essaie de séduire le gentleman afin de dissiper tout soupçons sur les raisons de sa présence (Les Hommes comme vous - Reprise). C’est à ce moment-là que des Indiens attaquent le train. On s’aperçoit que c’est Miss Morris qui a commandité cette attaque. Elle réussit à faire détacher la locomotive mais ne parvient pas à dérober l’argent (L’Attaque des Sioux).
Le train s’étant arrêté en pleine voie, Fogg décide d’aller chercher une nouvelle locomotive. Aouda essaie en vain de retenir le gentleman. Alors qu’elle se retrouve seule, elle se rend compte que ses sentiments pour Fogg sont plus forts que ce qu’elle aurait pu penser (Avant qu’il soit trop tard). Phileas Fogg finit par revenir avec une nouvelle locomotive.
À New York, Fogg, Passepartout, Aouda et Fix arrivent. En inversant la direction d’un panneau, Morris parvient à leur faire manquer le paquebot pour Liverpool. Il ne reste plus un seul bateau à quai : l’Henrietta. Le capitaine Speedy refuse de les mener en Angleterre. Aouda décide de monter l’équipage contre leur capitaine en leur proposant une récompense. Et voilà nos compères à bord de l’Henrietta. Au cours du voyage, le charbon se fait soudain à manquer. Fogg a alors l’idée de brûler le bateau pour faire du combustible. Après une négociation corsée avec le capitaine, ce dernier accepte de vendre son bateau à un prix exorbitant. (On n’fait pas d’omelette sans casser des œufs)
Une fois en Angleterre, Fix arrête Fogg. Passepartout jure qu’il  va trouver un moyen de rattraper son manque de vigilance (Foi de Passepartout - Reprise). Passepartout et Aouda se font passer pour le directeur de Scotland Yard et sa femme. Ils font alors croire à Fix que le vrai voleur de banque a été arrêté à Londres le matin même. Fix libère Fogg. C’est alors qu’il reçoit un télégramme du vrai directeur de Scotland Yard le félicitant pour l’arrestation de Fogg. Il comprend alors la supercherie.
Malgré leurs derniers efforts, Fogg, Passepartout et Aouda arrivent trop tard à Londres. Ils rentrent, désespérés, chez le gentleman. Se sachant ruiné, Phileas Fogg demande à Passepartout de mener Miss Aouda à la gare afin qu’elle puisse retrouver son oncle à Amsterdam. A son départ, Phileas réalise qu’il vient sans doute de perdre la femme de sa vie (À quoi sert de faire le tour du monde ?).  Alors qu'il part pour la gare afin de la retrouver, Passepartout revient brusquement avec le journal du jour en main. Ils sont en fait arrivés avec un jour l’avance. Fogg comprend que cela est dû au décalage horaire mais il choisit plutôt d’aller retrouver celle qu’il aime. 
Alors qu'il pense être arrivé trop tard à la gare, Miss Aouda apparait. Tous deux s’embrassent. Mais il est temps de se rendre au Reform Club s’il veut encore avoir une chance de gagner son pari.
Pendant ce temps, au Reform Club, les gentlemen sont persuadés que Flanagan a gagné. Cependant, juste avant l’heure fatidique Phileas Fogg fait son entrée à la surprise générale. Miss Morris essaie de consoler Flanagan qui s’emporte contre elle en lui avouant qu’il ne l’a jamais aimé. Au même moment, Fix arrive pour arrêter Fogg. Alors qu’il s’apprête à l’emmener à Scotland Yard, Miss Morris, blessée par les aveux de Flanagan, l’interrompt et avoue que ce dernier est le véritable coupable. Fix comprend alors qu’il s’est fait manipulé. Si la Reine Victoria demande à Fix d’arrêter Flanagan et sa complice, elle décide néanmoins d’accorder une faveur à la jeune femme qui lui demande la main de Flanagan. La Reine accepte et console Flanagan en lui chantant « Quand plus rien ne va, il faut chanter » ( Quand plus rien ne va il faut chanter - Final).

## Fiche technique
- Titre : Le Tour du monde en quatre-vingts jours, le musical
- Musique : Julien Salvia[3]
- Orchestrations : Larry Blank et Antoine Lefort
- Livret et paroles : Ludovic-Alexandre Vidal[4]
- Mise en scène : David Rozen
- Chorégraphie : Johan Nus et Élodie Hec
- Scénographie : Casilda Desazars, Tiphaine Maire, David Kawena
- Costumes : Marie-Caroline Behue
- Perruques et maquillages : Caroline Bitu
- Son : Pierre Cottin
- Lumières : Alex Decain
- Société de production : Double D
- Date de première représentation : 6 décembre 2019 (avant-première au Blanc-Mesnil) ; 8 février 2020 au théâtre Mogador (Paris)

## Distribution de la création
- Harold Simon[5]  : Phileas Fogg
- Guillaume Sentou[6],[7] : Jean Passepartout
- Clémence Bouvier [8] : la princesse Aouda
- Guillaume Beaujolais : l'inspecteur Fix
- Alexis Mahi : Thomas Flanagan
- Véronique Hatat : Miss Morris
- Alix Briséis : la reine Victoria
- Ludivine Bigeni : l'employée de bureau
- Max Carpentier : Lord Albermarle / le guide Parsi
- Thomas Bernier : le capitaine Speedy
- Thomas Mathieu : le maire de San Francisco

## Numéros musicaux
| Acte I - Ouverture – Orchestre - Un gentleman – Flanagan, Les fentlemen - Le Pari – Fogg, Flanagan, Les fentlemen - Un gentleman (reprise) – Les gentlemen - Foi de Passepartout – Passepartout, Phileas Fogg - J'm'y vois – Flanagan, Miss Morris et ensemble - Ça, c'est Paris! – Passepartout, Fogg et ensemble - Pour l'Angleterre – Fix, Ensemble - J'm'y vois (reprise) – Flanagan, Miss Morris - Quand plus rien ne va, il faut chanter – Passepartout, Fogg, le guide - Le Sati – Fogg, Passepartout, le guide et ensemble - Les Hommes comme vous – Aouda, Fogg, Passepartout, Fix, le consul - Un gentleman (Final acte I) – Flanagan, Miss Morris, Fix, Passepartout, Phileas Fogg et ensemble | Acte II - Entr'acte – Orchestre - Phil's Parade – Le Maire, Miss Morris et ensemble - Les Hommes comme vous - Reprise – Aouda, Fogg, Miss Morris, Passepartout, Fix - L'Attaque des Sioux – Orchestre - Avant qu'il soit trop tard – Aouda - On n'fait pas d'omelette sans casser des œufs – Aouda, Fogg, Passepartout, Fix, Speedy, les marins de l'Henrietta - Foi de Passepartout - Reprise – Passepartout, Aouda - À quoi sert de faire le tour du monde – Fogg, Passepartout, Aouda - Quand plus rien ne va, il faut chanter (Final) – La reine Victoria, Flanagan, Miss Morris, Fogg, Passepartout, Aouda, l'employée de Bureau et ensemble - Saluts (On n'fait pas d'omelette sans casser des œufs) – La troupe |

## Historique
Le spectacle est présenté en avant-première le 6 décembre 2019 au théâtre du Blanc-Mesnil,.
La première parisienne a lieu le 8 février 2020 au théâtre Mogador. Le spectacle est  bien accueilli par le public et la presse,,,,,,,,.
Les représentations du spectacle au théâtre Mogador ont dû être suspendues à cause de la pandémie de Covid-19.
L'album du spectacle était prévu  pour avril 2020.

## Distinctions

### Récompenses
- Les Trophées de la comédie musicale 2022 : Révélation masculine pour Guillaume Sentou

### Nominations
- Molières 2020 : Molière du jeune public[20]
- Les Trophées de la comédie musicale 2022[21]
  - Comédie musicale jeune public
  - Second rôle féminin pour Véronique Hatat
  - Révélation masculine pour Harold Simon
  - Création costumes pour Marie-Caroline Behue
  - prix du public